# Oxystophyllum deliense
Oxystophyllum deliense är en orkidéart som först beskrevs av Rudolf Schlechter, och fick sitt nu gällande namn av Mark Alwin Clements. Oxystophyllum deliense ingår i släktet Oxystophyllum och familjen orkidéer.
Artens utbredningsområde är Sumatera. Inga underarter finns listade i Catalogue of Life.